# أشرف المليكي
أشرف المليكي لاعب كرة قدم سعودي ، يلعب في الوسط .
لعب سابقاً لأندية الشعلة و الفيحاء و الجبلين و الكوكب و الوشم .